# La cena de las cenizas
La Cena de las Cenizas fue el primer diálogo filosófico que Giordano Bruno publicó en Londres. 

## Historia
Estamos en el año 1584 y Bruno escribe en italiano, dedicándole el trabajo al embajador francés Michel de Castelnau, donde fue invitado después de dejar Francia en abril de 1583. La obra se encuentra en el marco de la filosofía de la naturaleza, en ella Bruno, conectando con la teoría copernicana, describe un universo infinito en el que lo divino es omnipresente, la materia eterna y en mutación o cambio permanente.